# مار كونتريراس
ماريسلا كونتريراس (بالإسبانية: Marisela Contreras Leyva)‏ ولدت في 08 من فبراير سنة 1981 بسينالوا المعروفة بــمار كونتريراس هي ممثلة ومغنية مكسيكية.
في عام 2002 أنتجت أغنيتها التي حصلت على المركز السابع، وفي 2007 شاركت في التمثيل للأولى مرة في مسلسل القليل من الفتيات مثلك الذي شارك فيه كثير من نجوم اللامع منها أرديان دياز وماركو منديز وفابيان روبلس وانجيليك بوير وخورخي دي سيلفا، وأيضا شاركت في مسلسل تيريزا بجانب انجيليك بوير وآرون دياز وسيباستيان رولي وآنا بريندا كونتريراس، وايضا في 2012-2013 شاركت في بدور منافسة البطلة الرواية التي جسدتها آنا بريندا كونتريراس الذي لعبت معها في مسلسل تيريزا وبجانب أيضا خورخي ساليناس بدور البطل الرئيسي حيث كان حبيبته السابقة وأيضا سوزانا كونزاليس كانت صديقتها وخوليان غيل صديقها.

## روابط خارجية
- مار كونتريراس على موقع IMDb (الإنجليزية)
- مار كونتريراس على موقع ميوزك برينز (الإنجليزية)
- مار كونتريراس على موقع قاعدة بيانات الفيلم (الإنجليزية)